# Yassine Fahas
Yassine Fahas (* 19. April 1987 in Chenôve) ist ein französisch-algerischer Eishockeyspieler. 

## Karriere
Yassine Fahas begann seine Karriere als Eishockeyspieler bei den Ducs de Dijon, für die er von 2005 bis 2011 in der Ligue Magnus, der höchsten französischen Spielklasse, spielte. In seiner ersten Spielzeit im professionellen Eishockey erzielte der Angreifer in der Saison 2005/06 einen Assist in zwölf Hauptrundenspielen. Zudem kam er in vier Playoffspielen zum Einsatz. Parallel zum Spielbetrieb in der Ligue Magnus gewann er mit seiner Mannschaft die Coupe de France, den französischen Pokalwettbewerb. In der Saison 2006/07 stand er bereits doppelt so oft auf dem Eis und absolvierte 24 Partien, in denen er allerdings ohne Scorerpunkt blieb. Auch in den folgenden sechs Playoffspielen blieb er punkt- und straflos. In der Saison 2007/08 stand Fahas in der regulären Saison und den Playoffs zusammen in 21 Spielen auf dem Eis. In den folgenden Jahren verlor der algerische Nationalspieler jedoch seinen Stammplatz bei den Ducs und spielte in der Saison 2010/11 auch für deren zweite Mannschaft in der viertklassigen Division 3. Im Sommer 2011 verließ er Dijon und schloss sich dem Hockey Club Blida aus Algerien an. 

## International
Yassine Fahas gehört zu den Gründungsmitgliedern der algerischen Eishockeynationalmannschaft. Diese vertrat er unter anderem 2008 beim Arab Cup of Ice Hockey.

## Erfolge und Auszeichnungen
- 2006 Coupe-de-France-Gewinn mit den Ducs de Dijon

## Ligue-Magnus-Statistik
(Stand: Ende der Saison 2011/12)